# 中規模撹乱仮説
中規模撹乱仮説（ちゅうきぼかくらんかせつ、英語: Intermediate Disturbance Hypothesis）とは、生物群集における撹乱と生物の種多様性の関係を示した仮説。中規模攪乱説とも。1978年、コネル (J.H.Connell) がヘンリー・ホーン (Henry Horn) の論文の一部を引用して潮間帯における岩礁生態系をモデルに提唱した。

## 概要
生物群集において、撹乱の頻度が低い（または攪乱の規模が小さい）ときは群集における優占種による他種の競争的排除が起こり、優占種が群集の大部分を占めることになる。また撹乱の頻度が高い（または攪乱の規模が大きい）ときはストレスに対して寛容性を持つ特定の種のみが存続することになり、どちらの場合も結果的に種多様性は低くなる。
そのため、撹乱が稀か小規模であるとき、または頻繁過ぎるか大規模であるときに種多様性は低くなり、中庸のときに最も高くなる。
例えば、森林において倒木や小規模な山火事は小規模攪乱に、台風や火山噴火は大規模攪乱になり得る。